# Radeon R700
Radeon R700 je inženýrské označení pro GPU vyvíjené firmou AMD a je pájen na grafické karty řady Radeon HD 4000. Jádro RV770 bylo uvedeno na trh 25. června 2008, RV710, RV730, RV740, RV770 LE a RV790 XT byly vypuštěny později. Jádro je vyrobeno 55 nm technologií stejně jako R680, ale s vyšší hustotou tranzistorů. Podporuje DirectX 10.1, Shader model 4.1 a OpenGL 3.3.
Byla zvýšena plocha o 33% a hustota tranzistorů o 7,7% u RV770 oproti RV670. U RV790 byly hodnoty o 47% a -2%. U RV740 byla zvýšena hustota tranzistorů o 62% oproti RV770, oproti RV670 to bylo o 74%.
AMD počítá hodně s technologií CrossFire (propojení více GPU). Už u této řady se snažila s ní počítat při návrhu.

## Jádro

### Stavba
Jádro staví na už starším, ale do budoucna prospěšném jádru R600 použitém na grafické kartě Radeon HD 2900 XT, která měla na svoji dobu některé velmi inovativní technologie, ale jako prodejní kus nebyla úspěšná jako třeba HD 3870 nebo jiné. ATI se povedlo vyvinout a AMD dále vylepšovat dost flexibilní jádro, které je velmi dobře modulovatelné a i řešení není špatné. Ale čím dál víc je orientována na technologii CrossFireX (propojení více grafických karet). Nejvyšší model RV770 XT obsahuje 800 5D unifikovaných jednotek, uskupených v 10 blocích a jádro dále obsahuje 40 TMUs jednotek a 16 ROPs jednotek. Unifikované shadery jsou taktovány stejně jako jádro, na rozdíl od čipů G80 (a jeho nástupců) firmy NVIDIA, které používají podstatně výše taktované unifikované shadery. Proto stejný počet jednotek se nerovná stejný výkon.
Reálně obsahuje nejvyšší verze jádra R700 pouze 160 unifikovaných shaderů, ale protože se skládá z 5 jednodušších jednotek, tak se většinou udává, že má 800 SP uspořádaných v 10 SIMD blocích. Nejvyšší verze obsahuje 956 milionů tranzistorů.
RV770 obsahuje 10 TMU, které umí obsloužit 4 adresy, 16 FP32 (floating-point) vzorků a 4 FP32 filtrovací funkce za 1 takt.
- 64bitové filtrování je proti R600 prováděno s poloviční rychlostí
- Dispatcher (UTDP) je vylepšen

#### RV790
Jádro RV790 obsahuje navíc Decap Ring, což je část okolo jádra pro lepší stabilitu jádra. Zvětšuje chladicí plochu a snižuje šum v jádru. Tato úprava si vyžádala 3 miliony tranzistorů navíc a plocha se zvětšila z 260 na 280 mm2.

### Typy
- RV710
  - nižší třída
  - TDP do 25 W
  - 55 nm proces, vyráběno u TSMC
  - 16 5D jednotek (80 SP)
  - 64bitová paměťová sběrnice
- RV730
  - nižší střední třída
  - TDP do 50 W
  - 55 nm proces, vyráběno u TSMC
  - 64 5D (320 SP)
  - 128bitová paměťová sběrnice
- RV740
  - střední třída
  - TDP do 80 W
  - 40 nm proces, vyráběno u TSMC
  - 128 5D jednotek (640 SP)
  - 128bitová paměťová sběrnice
- RV770
  - varianty: RV770 CE, RV770 LE, RV770
  - vyšší střední třída
  - TDP do 180 W
  - 55 nm proces, vyráběno u TSMC
  - 128, 160 5D jednotek (640/800 SP)
  - 128, 256bitová paměťová sběrnice
- RV790
  - vyšší střední třída
  - TDP do 180 W
  - 55 nm proces, vyráběno u TSMC
  - 160 5D jednotek (800 SP)
  - 256bitová paměťová sběrnice
  - vylepšené jádro RV770

## Podrobnější info
- 1 Zařazení je bráno v době vydání nebo po dobu kdy nebylo nic novějšího.
- 2 Rozděleno na počet SM bloků v jádru, počet Shader jednotek v 1 SM bloku a počet jednotek v 1 Shader jednotce
- 3 GFLOPS = FMAD

| PCIe 2.0 x16 | 10.1 | 4.1 | 3.3 | UVD 2 UVD 2.2 | 16 | 5 |

| Název | Název | Název           | Název           | Vydáno            | Modely karet | Část trhu 1 | Jádro       | Jádro       | Jádro                       | Jádro              | Jádro     | Jádro     | Jádro       | Jádro       | Jádro    | Jádro    | Jádro    | Jádro   | Jádro     | Jádro     | Jádro         | Jádro         | Jádro          | Frekvence (MHz) | Frekvence (MHz) | Frekvence (MHz) | Výkon                                   | Výkon                                   | Výkon          | Výkon          | Výkon        | Výkon        | Výkon                  | Výkon                  | Výkon                              | Výkon                              | Paměťová část  | Paměťová část | Paměťová část      | Paměťová část        | TDP (W) |
| Jádro | Jádro | Kódové označení | Kódové označení | Vydáno            | Modely karet | Část trhu 1 | Počet jader | Proces (nm) | Počet tranzistorů (miliónů) | Plocha jádra (mm2) | SM bloky2 | SM bloky2 | Shadery     | Shadery     | Shadery  | Shadery  | TMU      | TMU     | ROP       | ROP       | ROP           | ROP           | Poměr jednotek | Čip             | Paměti          | Paměti          | Teoretický v Single Precision (GFLOPS)3 | Teoretický v Single Precision (GFLOPS)3 | Fillrate       | Fillrate       | Fillrate     | Fillrate     | Fillrate               | Fillrate               | Fillrate                           | Fillrate                           | Paměť (MiB)    | Typ pamětí    | Propustnost (GB/s) | Šířka sběrnice (bit) | 3D      |
| Jádro | Jádro | Kódové označení | Kódové označení | Vydáno            | Modely karet | Část trhu 1 | Počet jader | Proces (nm) | Počet tranzistorů (miliónů) | Plocha jádra (mm2) | Počet     | Počet     | 5D jednotek | 5D jednotek | Jednotek | Jednotek | Na jádro | Celkově | color ROP | color ROP | Z/Stencil ROP | Z/Stencil ROP | Poměr jednotek | Čip             | Reálná          | Efektivní       | Teoretický v Single Precision (GFLOPS)3 | Teoretický v Single Precision (GFLOPS)3 | Texture (GT/s) | Texture (GT/s) | Pixel (GP/s) | Pixel (GP/s) | Z/Stencil (GSamples/s) | Z/Stencil (GSamples/s) | Propustnost geometrie (Mpolygon/s) | Propustnost geometrie (Mpolygon/s) | Paměť (MiB)    | Typ pamětí    | Propustnost (GB/s) | Šířka sběrnice (bit) | 3D      |
| Jádro | Jádro | Kódové označení | Kódové označení | Vydáno            | Modely karet | Část trhu 1 | Počet jader | Proces (nm) | Počet tranzistorů (miliónů) | Plocha jádra (mm2) | Na jádro  | Celkově   | Na jádro    | Celkově     | Na jádro | Celkově  | Na jádro | Celkově | Na jádro  | Celkově   | Na jádro      | Celkově       | Poměr jednotek | Čip             | Reálná          | Efektivní       | Na jádro                                | Celkově                                 | Na jádro       | Celkově        | Na jádro     | Celkově      | Na jádro               | Celkově                | Na jádro                           | Celkově                            | Paměť (MiB)    | Typ pamětí    | Propustnost (GB/s) | Šířka sběrnice (bit) | 3D      |
| ----- | ----- | --------------- | --------------- | ----------------- | ------------ | ----------- | ----------- | ----------- | --------------------------- | ------------------ | --------- | --------- | ----------- | ----------- | -------- | -------- | -------- | ------- | --------- | --------- | ------------- | ------------- | -------------- | --------------- | --------------- | --------------- | --------------------------------------- | --------------------------------------- | -------------- | -------------- | ------------ | ------------ | ---------------------- | ---------------------- | ---------------------------------- | ---------------------------------- | -------------- | ------------- | ------------------ | -------------------- | ------- |
| RV710 | -     | -               | -               | 30. září 2008     | HD 4350      | Nejnižší    | 1           | 55          | 242                         | 73                 | 1         | 1         | 16          | 16          | 80       | 80       | 8        | 8       | 4         | 4         | 16            | 16            | 4:2:1:4        | 575             | 500             | 1000            | 92                                      | 92                                      | 4,6            | 4,6            | 2,3          | 2,3          | 9,2                    | 9,2                    | 575                                | 575                                | 256 512 1024   | DDR2          | 8                  | 64                   | 20      |
| RV710 | -     | -               | -               | 30. září 2008     | HD 4550      | Nejnižší    | 1           | 55          | 242                         | 73                 | 1         | 1         | 16          | 16          | 80       | 80       | 8        | 8       | 4         | 4         | 16            | 16            | 4:2:1:4        | 600             | 600             | 1200            | 96                                      | 96                                      | 4,8            | 4,8            | 2,4          | 2,4          | 9,6                    | 9,6                    | 600                                | 600                                | 256 512 1024   | DDR3          | 9,6                | 64                   | 25      |
| RV710 | -     | -               | -               | 30. září 2008     | HD 4550      | Nejnižší    | 1           | 55          | 242                         | 73                 | 1         | 1         | 16          | 16          | 80       | 80       | 8        | 8       | 4         | 4         | 16            | 16            | 4:2:1:4        | 600             | 800             | 1600            | 96                                      | 96                                      | 4,8            | 4,8            | 2,4          | 2,4          | 9,6                    | 9,6                    | 600                                | 600                                | 256 512 1024   | GDDR3         | 12,8               | 64                   | 25      |
| RV730 | Pro   | -               | -               | 10. září 2008     | HD 4650      | Nižší       | 1           | 55          | 514                         | 146                | 4         | 4         | 64          | 64          | 320      | 320      | 32       | 32      | 8         | 8         | 32            | 32            | 8:4:1:4        | 600             | 500             | 1000            | 384                                     | 384                                     | 19,2           | 19,2           | 4,8          | 4,8          | 19,2                   | 19,2                   | 600                                | 600                                | 256 512 1024   | DDR2          | 16                 | 64                   | 48      |
| RV730 | Pro   | -               | -               | 10. září 2008     | HD 4650      | Nižší       | 1           | 55          | 514                         | 146                | 4         | 4         | 64          | 64          | 320      | 320      | 32       | 32      | 8         | 8         | 32            | 32            | 8:4:1:4        | 650             | 700             | 1400            | 416                                     | 416                                     | 20,8           | 20,8           | 5,2          | 5,2          | 20,8                   | 20,8                   | 650                                | 650                                | 256 512 1024   | GDDR3         | 22,4               | 128                  | 48      |
| RV730 | Pro   | -               | -               | 10. září 2008     | HD 4650      | Nižší       | 1           | 55          | 514                         | 146                | 4         | 4         | 64          | 64          | 320      | 320      | 32       | 32      | 8         | 8         | 32            | 32            | 8:4:1:4        | 650             | 900             | 1800            | 416                                     | 416                                     | 20,8           | 20,8           | 5,2          | 5,2          | 20,8                   | 20,8                   | 650                                | 650                                | 256 512 1024   | GDDR4         | 28,8               | 128                  | 48      |
| RV730 | XT    | -               | -               | 10. září 2008     | HD 4670      | Střední     | 1           | 55          | 514                         | 146                | 4         | 4         | 64          | 64          | 320      | 320      | 32       | 32      | 8         | 8         | 32            | 32            | 8:4:1:4        | 750             | 900             | 1800            | 480                                     | 480                                     | 24             | 24             | 6            | 6            | 24                     | 24                     | 750                                | 750                                | 512 1024       | DDR3          | 28,8               | 128                  | 59      |
| RV730 | XT    | -               | -               | 10. září 2008     | HD 4670      | Střední     | 1           | 55          | 514                         | 146                | 4         | 4         | 64          | 64          | 320      | 320      | 32       | 32      | 8         | 8         | 32            | 32            | 8:4:1:4        | 750             | 1000            | 2000            | 480                                     | 480                                     | 24             | 24             | 6            | 6            | 24                     | 24                     | 750                                | 750                                | 512 1024       | GDDR3         | 32                 | 128                  | 59      |
| RV730 | XT    | -               | -               | 10. září 2008     | HD 4670      | Střední     | 1           | 55          | 514                         | 146                | 4         | 4         | 64          | 64          | 320      | 320      | 32       | 32      | 8         | 8         | 32            | 32            | 8:4:1:4        | 750             | 1100            | 2200            | 480                                     | 480                                     | 24             | 24             | 6            | 6            | 24                     | 24                     | 750                                | 750                                | 512 1024       | GDDR4         | 35,2               | 128                  | 59      |
| RV740 |       | -               | -               | 22. dubna 2009    | HD 4770      | Střední     | 1           | 40          | 826                         | 137                | 8         | 8         | 128         | 128         | 640      | 640      | 32       | 32      | 16        | 16        | 64            | 64            | 8:2:1:4        | 750             | 800             | 3600            | 960                                     | 960                                     | 24             | 24             | 12           | 12           | 48                     | 48                     | 750                                | 750                                | 512            | GDDR5         | 51,2               | 128                  | 80      |
| RV770 | CE    | -               | -               | 10. září 2008     | HD 4730      | Střední     | 1           | 55          | 956                         | 256                | 8         | 8         | 128         | 128         | 640      | 640      | 32       | 32      | 8         | 8         | 32            | 32            | 8:4:1:4        | 700             | 900             | 3600            | 896                                     | 896                                     | 22,4           | 22,4           | 5,6          | 5,6          | 22,4                   | 22,4                   | 700                                | 700                                | 512            | GDDR5         | 57,6               | 128                  | 110     |
| RV770 | CE    | -               | -               | 10. září 2008     | HD 4730      | Střední     | 1           | 55          | 956                         | 256                | 8         | 8         | 128         | 128         | 640      | 640      | 32       | 32      | 8         | 8         | 32            | 32            | 8:4:1:4        | 750             | 900             | 3600            | 826,3                                   | 826,3                                   | 24             | 24             | 6            | 6            | 24                     | 24                     | 750                                | 750                                | 512            | GDDR5         | 57,6               | 128                  | 110     |
| RV770 | LE    | -               | -               | 21. října 2008    | HD 4830      | Střední     | 1           | 55          | 956                         | 256                | 8         | 8         | 128         | 128         | 640      | 640      | 32       | 32      | 16        | 16        | 64            | 64            | 8:2:1:4        | 575             | 900             | 1800            | 736                                     | 736                                     | 18,4           | 18,4           | 9,2          | 9,2          | 36,8                   | 36,8                   | 575                                | 575                                | 512            | GDDR3 GDDR4   | 57,6               | 256                  | 95      |
| RV770 | PRO   | -               | -               | 19. června 2008   | HD 4850      | Vyšší       | 1           | 55          | 956                         | 256                | 10        | 10        | 160         | 160         | 800      | 800      | 40       | 40      | 16        | 16        | 64            | 64            | 10:2,5:1:4     | 625             | 993             | 1986            | 1000                                    | 1000                                    | 25             | 25             | 10           | 10           | 40                     | 40                     | 625                                | 625                                | 512 1024 2048  | GDDR3 GDDR4   | 63,55              | 256                  | 110     |
| RV770 | XT    | -               | -               | 25. června 2008   | HD 4870      | Vyšší       | 1           | 55          | 956                         | 256                | 10        | 10        | 160         | 160         | 800      | 800      | 40       | 40      | 16        | 16        | 64            | 64            | 10:2,5:1:4     | 750             | 900             | 3600            | 1200                                    | 1200                                    | 30             | 30             | 12           | 12           | 48                     | 48                     | 750                                | 750                                | 512 1024 2048  | GDDR5         | 115,2              | 256                  | 150     |
| RV770 | XT    | R700            | R700            | 7. listopadu 2008 | HD 4850 X2   | Nejvyšší    | 2           | 55          | 2× 956                      | 2× 256             | 10        | 20        | 160         | 320         | 800      | 1600     | 40       | 80      | 16        | 32        | 64            | 128           | 10:2,5:1:4     | 625             | 993             | 1986            | 1000                                    | 2000                                    | 25             | 50             | 10           | 20           | 40                     | 80                     | 625                                | 1250                               | 2× 512 2× 1024 | GDDR3         | 2× 63,55           | 2× 256               | 250     |
| RV770 | XT    | R700            | R700            | 12. října 2008    | HD 4870 X2   | Nejvyšší    | 2           | 55          | 2× 956                      | 2× 256             | 10        | 20        | 160         | 320         | 800      | 1600     | 40       | 80      | 16        | 32        | 64            | 128           | 10:2,5:1:4     | 750             | 900             | 3600            | 1200                                    | 2400                                    | 30             | 60             | 12           | 24           | 48                     | 96                     | 750                                | 1500                               | 2× 512 2× 1024 | GDDR5         | 2× 115,2           | 2× 256               | 286     |
| RV790 | XT    | -               | -               | 2. dubna 2009     | HD 4890      | Vyšší       | 1           | 55          | 959                         | 282                | 10        | 10        | 160         | 160         | 800      | 800      | 40       | 40      | 16        | 16        | 64            | 64            | 10:2,5:1:4     | 850             | 975             | 3900            | 1360                                    | 1360                                    | 34             | 34             | 13,6         | 13,6         | 54,4                   | 54,4                   | 850                                | 850                                | 1024 2048      | GDDR5         | 124,8              | 256                  | 190     |
| Jádro | Jádro | Kódové označení | Kódové označení | Vydáno            | Modely karet | Část trhu 1 | Počet jader | Proces (nm) | Počet tranzistorů (miliónů) | Plocha jádra (mm2) | Na jádro  | Celkově   | Na jádro    | Celkově     | Na jádro | Celkově  | Na jádro | Celkově | Na jádro  | Celkově   | Na jádro      | Celkově       | Poměr jednotek | Čip             | Reálná          | Efektivní       | Na jádro                                | Celkově                                 | Na jádro       | Celkově        | Na jádro     | Celkově      | Na jádro               | Celkově                | Na jádro                           | Celkově                            | Paměť (MiB)    | Typ pamětí    | Propustnost (GB/s) | Šířka sběrnice (bit) | 3D      |
| Jádro | Jádro | Kódové označení | Kódové označení | Vydáno            | Modely karet | Část trhu 1 | Počet jader | Proces (nm) | Počet tranzistorů (miliónů) | Plocha jádra (mm2) | Počet     | Počet     | 5D jednotek | 5D jednotek | Jednotek | Jednotek | Na jádro | Celkově | color ROP | color ROP | Z/Stencil ROP | Z/Stencil ROP | Poměr jednotek | Čip             | Reálná          | Efektivní       | Teoretický v Single Precision (GFLOPS)3 | Teoretický v Single Precision (GFLOPS)3 | Texture (GT/s) | Texture (GT/s) | Pixel (GP/s) | Pixel (GP/s) | Z/Stencil (GSamples/s) | Z/Stencil (GSamples/s) | Propustnost geometrie (Mpolygon/s) | Propustnost geometrie (Mpolygon/s) | Paměť (MiB)    | Typ pamětí    | Propustnost (GB/s) | Šířka sběrnice (bit) | 3D      |
| Jádro | Jádro | Kódové označení | Kódové označení | Vydáno            | Modely karet | Část trhu 1 | Počet jader | Proces (nm) | Počet tranzistorů (miliónů) | Plocha jádra (mm2) | SM bloky2 | SM bloky2 | Shadery     | Shadery     | Shadery  | Shadery  | TMU      | TMU     | ROP       | ROP       | ROP           | ROP           | Poměr jednotek | Čip             | Paměti          | Paměti          | Teoretický v Single Precision (GFLOPS)3 | Teoretický v Single Precision (GFLOPS)3 | Fillrate       | Fillrate       | Fillrate     | Fillrate     | Fillrate               | Fillrate               | Fillrate                           | Fillrate                           | Paměť (MiB)    | Typ pamětí    | Propustnost (GB/s) | Šířka sběrnice (bit) | 3D      |
| Název | Název | Název           | Název           | Vydáno            | Modely karet | Část trhu 1 | Jádro       | Jádro       | Jádro                       | Jádro              | Jádro     | Jádro     | Jádro       | Jádro       | Jádro    | Jádro    | Jádro    | Jádro   | Jádro     | Jádro     | Jádro         | Jádro         | Jádro          | Frekvence (MHz) | Frekvence (MHz) | Frekvence (MHz) | Výkon                                   | Výkon                                   | Výkon          | Výkon          | Výkon        | Výkon        | Výkon                  | Výkon                  | Výkon                              | Výkon                              | Paměťová část  | Paměťová část | Paměťová část      | Paměťová část        | TDP (W) |

## Programování pro GPU
AMD vyměnila uzavřený jazyk Close to Metal za jazyk OpenCL, který je otevřený standard.

## GPU komunikace/propojení
GPU obsahuje komunikační port pro přímou komunikace s druhým GPU na PCB, který se jmenuje CrossFireX SidePort (zkráceně SIDEPORT). Díky němu nemusí zatěžovat čip PLX PEX 8647 pro PCI-E 2.0 16x. Ale je na výrobcích, jestli SIDEPORT zapojí a zatím nenašel uplatnění z důvodů nesnížení výkonu, ale v budoucnu by mohl mít větší využití. Je pouze u čipu RV770 a jeho variant.

## Paměťový řadič na GPU
Paměťový řadič je až 256bitový. 1 ROPs jednotka je spárována s 16bitovou sběrnicí, díky tomu je u 256bitové sběrnice 16 ROPs jednotek, 128bitové sběrnice 8 ROPs jednotek a 64bitové sběrnice pouze 4 ROPs jednotky.
Byl změněn typ řadiče z interního ring bus na kombinovaný křížený a interní hub.
Řadič je uzpůsoben pro práci s DDR, DDR2, DDR3, GDDR3, GDDR4 a GDDR5, neboli umí pracovat se všemi DDR/GDDR variantami pamětí.
Při použití s GDDR5, které dosahují standardně taktů 3,6 GHz (4×0,9 GHz), se dostáváme na 115,2 GB/s, to by mělo stačit. Ale architektura pamětí by měla umožnit jít až k 5 GHz (4×1,25 GHz), kde se dostáváme k 160 GB/s. Do budoucna je GDDR5 prezentováno i ve spojení s 128bitovou sběrnicí pro postupné snižování cen, a to bychom měli 57,6 - 80 GB/s. Těchto přenosových propustností dnes dosahují karty střední třídy za použití GDDR3 (běžně 64 GB/s).

## Multimédia
R700 čip má implementován UVD2 a díky tomu je schopen akcelerovat MPEG-2, H.264/MPEG-4 AVC a VC-1 s minimálním zatížením CPU. GPU je schopno za běhu upravovat kontrast, barvy a další složky videa.

## Podpora
Podporuje DirectX 10.1, Shader model 4.1 a OpenGL 3.3. Čip podporuje sběrnici PCI-E 2.0 16x (je kompatibilní s verzí 1.1). Dále podporuje CrossFireX, který umožňuje zapojení až 4 čipů a teoreticky zvýšení výkonu až 4×, ale běžně to je zhruba do 2,5×.

## Obchodní trh
Započatá agresivní politiky pro dosažení co nejnižších cen a co nejvyššího poměru výkon/cena stále platí. AMD se tak snaží získat větší část trhu. Ve 4Q 2008 byl podíl AMD na trhu prodejů zhruba 40 % v segmentu grafických karet do PC.

## Jádra podrobně

### Podrobně
- PCI-E x16 2.0 kompatibilní.
- Podpora DirectX 10.1.
  - Shader model 4.1
  - 32bitové filtrování textur v plovoucí desetinné čárce.
- Podpora OpenGL 3.3.
- Vyhlazovací funkce (Anti-aliasing).
  - Vícevzorkové vyhlazování (Multi-sample Anti-aliasing).
    - 2, 4, nebo 8 vzorků na pixel.

  - Až 12× volitelný filtr vyhlazování pro lepší kvalitu (CFAA = Custom Filter Anti-Aliasing).
  - Adaptive super-sampling a multi-sampling.
  - Korekce gammy.
  - Super AA (pouze v konfiguraci ATI CrossFireX™)
  - Všechny vyhlazovací funkce jsou kompatibilní s HDR renderováním.
- ATI PowerPlay™ technologie.
  - Pokročilá správa napájení pro optimální výkon a úsporu energie.
  - Pouze požadovaný výkon (Performance-on-Demand)
    - Neustále monitoruje vytížení GPU a dynamicky podle toho upravuje frekvenci a napětí podle nastavení uživatele.
    - Snižování frekvence jádra a pamětí.
    - Změna napětí.

  - Centrální správa teploty - senzor na čipu (on-chip) snímající teplotu GPU a udržující ji v optimálních hodnotách.
    - Většinou to je okolo 60-80 °C.

### RV710

#### Základní parametry
- Podpora 1080p formátu
- UVD 2 (Unified Video Decoder 2)
  - Přebírá přehrávání videa z CPU na GPU a tím i zatížení CPU.
- HDMI
  - Podporuje poslední zvukové technologie, HDMI podporuje až 7.1 prostorový zvuk. Podporuje u xcYCC, která umožňuje využít širokou možnost barev s kompatibilním HDTV.
- Integrována DisplayPort technologie se zvukem
  - DisplayPort je inovativní digitální řešení, které podporuje poslední LCD technologie a grafiku.
- 80 stream zpracovávacích jednotek
  - Dostatek výkonu pro běžné programy a nenáročné hry.
- Rozšířené vyhlazování (AA) a Anizotropní filtrování (AF)
  - Vysoký výkon v anizotropním filtrování a vyhlazování (4x AA), vyhlazení hranatých hran a vytvoření grafiky z "reálného života", funguje od trávy po obličeje.
  - V reálu výkon v AA stačí pouze pro starší a méně náročné hry. Záleží hlavně na rozlišení.
- ATI CrossFireX™ technologie
  - Podporuje dobré škálování výkonu.
  - V praxi je výkon až 2,5x vyšší, záleží hlavně na enginu hry.
- Spotřeba do 20 W při plném vytížení
  - Ideální volba pro méně náročné práce.
- Dynamická správa napájení
  - Grafické karty HD 4350 obsahují funkci ATI PowerPlay™, která podle vytížení jádra upravuje napájení GPU, pro maximální šetření energie a snížení teploty.
- Využit energeticky efektivní výrobní proces
  - Druhá generace 55nm čipu využívá energeticky efektivní výrobní proces.
- Stabilita a Spolehlivost
  - ATI Catalyst software a ovladače jsou psány pro maximální stabilitu a spolehlivost.
- Inovativní technická podpora
  - Uživatelé s certifikovanými grafickými produkty (kartami) mají volný přístup k online databázi a technické podpoře

#### Požadavky
- Volný slot PCI Express® x16 na základní desce.
- Minimálně 300W zdroj nebo výkonnější, pro CrossFireX je potřeba minimálně 350W.
  - Na sestavě s malou spotřebou může stačit i menší zdroj.
- Certifikovaný zdroj je doporučený.[1]
- Doporučeno minimálně 1 GB operační paměti.
  - Záleží na operačním systému a nárocích uživatele.
- Pro instalaci ovladačů mít optickou mechaniku (CD/DVD).
  - Je možné stáhnout ovladače z internetu.
- Pro DVD video přehrávání mít DVD mechaniku.
- Pro Blu-ray™ video přehrávání mít Blu-ray mechaniku a pro plný 1080p obraz mít monitor splňující 1080p.
- Pro DirectX® 10.1 podporu je potřeba mít nainstalovaný Windows Vista® se Service Pack 1
- Pro aktivní CrossFireX™ technologii je potřeba mít 2x HD 4350 a základní desku podporující technologii CrossFireX.
  - Je možné zapojit i HD 4350 + HD 4670 a další, ale omezovala by se víc výkonná karta méně výkonnou.

#### Podrobně
- Čip je osazován na HD 4350 a HD 4550
- 242 miliónů tranzistorů, vyráběných 55nm procesem u TSMC.
- Podpora GDDR3/DDR3/DDR2 pamětí a 64bitová sběrnice.
- Unifikovaná superskalární architektura shaderu.
  - 80 stream zpracovávacích jednotek.
    - Shadery jsou flexibilně rozdělovány mezi vertex, geometry a pixel jednotky. (Shadery jsou programovatelné)

  - 128bitová přesnost plovoucí desetinné čárky pro všechny instrukce.
  - Bezpečnostní čip proti přehřátí GPU.
  - Shader instrukce a cache pro konstanty.
  - Načtení až 32 textur na frekvenci.
  - Až 128 textur na pixel.
  - DXTC a 3Dc+ komprese textur.
  - Podpora vysokého rozlišení textur (až 8192 x 8192).
  - Bezztrátová Z & stencil komprese (až 128:1).
  - Bezztrátová komprese barev (až 8:1).
- Dynamická akcelerace geometrie
  - Programovatelná teselační jednotka (tessellation unit).
- Vyhlazování textur
  - 2, 4, 8, 16× vysoce kvalitní adaptivní (přizpůsobivé) anizotropický vyhlazovací mód (až 128 bodů (taps na pixel)
  - sRGB filtrování (gamma/degamma)
- ATI CrossFireX™ Multi-GPU technologie.
  - Zvýšení výkonu renderování a kvality obrazu s 2 GPU.
  - Integrovaný skládací engine.

### RV730

#### Podrobně
- HD 4650 a HD 4670.
- 514 milionů tranzistorů, vyráběných 55nm procesem u TSMC.
- Podpora GDDR3/DDR3/DDR2 pamětí a 128bitová sběrnice.
- Unifikovaná superskalární architektura shaderu.
  - 320 stream zpracovávacích jednotek.
    - Shadery jsou flexibilně rozdělovány mezi vertex, geometry a pixel jednotky. (Shadery jsou programovatelné.)

  - 128bitová přesnost plovoucí desetinné čárky pro všechny instrukce.
  - Bezpečnostní čip proti přehřátí GPU.
  - Shader instrukce a cache pro konstanty.
  - Načtení až 128 textur na frekvenci.
  - Až 128 textur na pixel.
  - DXTC a 3Dc+ komprese textur.
  - Podpora vysokého rozlišení textur (až 8192 x 8192).
  - Bezztrátová komprese barev (až 8:1).
  - Podpora fyzikálních enginů.
- ATI CrossFireX™ Multi-GPU technologie.
  - Zvýšení výkonu renderování a kvality obrazu s 2 GPU.
  - Integrovaný skládací engine.
  - Vnitřní propojení pro vysoký výkon.

### RV740
- HD 4770
- 826 milionů tranzistorů, vyráběných 40nm procesem u TSMC.
- Podpora GDDR5 pamětí a 128bitová sběrnice.
- Unifikovaná superskalární architektura shaderu.
  - 640 stream zpracovávacích jednotek.
    - Shadery jsou flexibilně rozdělovány mezi vertex, geometry a pixel jednotky. (Shadery jsou programovatelné)

  - 128bitová přesnost plovoucí desetinné čárky pro všechny instrukce.
  - Bezpečnostní čip proti přehřátí GPU.
  - Shader instrukce a cache pro konstanty.
  - Načtení až 128 textur na frekvenci.
  - Až 128 textur na pixel.
  - DXTC a 3Dc+ komprese textur.
  - Podpora vysokého rozlišení textur (až 8192 x 8192).
  - Bezztrátová komprese barev (až 8:1).
  - Podpora fyzikálních enginů.
- ATI CrossFireX™ Multi-GPU technologie.
  - Zvýšení výkonu renderování a kvality obrazu s 2 GPU.
  - Integrovaný skládací engine.
  - Vnitřní propojení pro vysoký výkon.

### RV770

#### Podrobně
- HD 4830, HD 4850 a HD 4890
- 956 milionů tranzistorů, vyráběných 55nm procesem u TSMC.
- Podpora GDDR3/4/5 pamětí a 256bitová sběrnice.
- Unifikovaná superskalární architektura shaderu.
  - 640/800 stream zpracovávacích jednotek.
    - Shadery jsou flexibilně rozdělovány mezi vertex, geometry a pixel jednotky. (Shadery jsou programovatelné)

  - 128bitová přesnost plovoucí desetinné čárky pro všechny instrukce.
  - Bezpečnostní čip proti přehřátí GPU.
  - Shader instrukce a cache pro konstanty.
  - Načtení až 160 textur na frekvenci.
  - Až 128 textur na pixel.
  - DXTC a 3Dc+ komprese textur.
  - Podpora vysokého rozlišení textur (až 8192 x 8192).
  - Bezztrátová komprese barev (až 8:1).
  - Podpora fyzikálních enginů.
- ATI CrossFireX™ Multi-GPU technologie.
  - Zvýšení výkonu renderování a kvality obrazu s 2 GPU.
  - Integrovaný skládací engine.
  - Vnitřní propojení pro vysoký výkon.

### RV790

#### Podrobně
- 956 milionů tranzistorů, vyráběných 55nm procesem u TSMC.
- Podpora GDDR5 pamětí.
- Unifikovaná superskalární architektura shaderu.
  - 800 stream zpracovávacích jednotek.
    - Shadery jsou flexibilně rozdělovány mezi vertex, geometry a pixel jednotky. (Shadery jsou programovatelné)

  - 128bitová přesnost plovoucí desetinné čárky pro všechny instrukce.
  - Bezpečnostní čip proti přehřátí GPU.
  - Shader instrukce a cache pro konstanty.
  - Načtení až 160 textur na frekvenci.
  - Až 128 textur na pixel.
  - DXTC a 3Dc+ komprese textur.
  - Podpora vysokého rozlišení textur (až 8192 x 8192).
  - Podpora fyzikálních enginů.
- ATI CrossFireX™ Multi-GPU technologie.
  - Zvýšení výkonu renderování a kvality obrazu s 2 GPU.
  - Integrovaný skládací engine.
  - Vnitřní propojení pro vysoký výkon.